# Genista thyrrena
Genista thyrrena är en ärtväxtart som beskrevs av Vals. Genista thyrrena ingår i släktet ginster, och familjen ärtväxter. Inga underarter finns listade i Catalogue of Life.